# Club Estudiantes de La Plata (balonmano)
El Club Estudiantes de La Plata es una entidad polideportiva de Argentina, ubicada en la ciudad de La Plata, provincia de Buenos Aires. Fue fundado como club de fútbol el 4 de agosto de 1905.
La sección de balonmano de la institución se inicia en 1969. Actualmente, disputa los torneos oficiales de la Federación Metropolitana de Balonmano
Disputa el clásico de esta disciplina contra Defensa y Justicia, de Florencio Varela.

## Historia
El Balonmano (Handball) fue incorporado al Club Estudiantes en el mes de agosto de 1969 y fue asociado a la federación dos años después. En 1973, se consagraría campeón de Tercera División.
En diciembre de 1971, producto de ser campeón de la tercera división, es ascendido a la segunda categoría. Tiempo más tarde ascendería a primera y sería el campeón de Campeón Metropolitano de Handball (29 de septiembre de 1978 y 1979), en lo que sería el auge del club masculino de balonmano.
En 2001, se agrega la rama femenina, que sería múltiple campeón de títulos nacionales y de la Copa Internacional Medellín-Colombia 2010.
En 2017, el equipo masculino es relegado a la segunda división producto de su desempeño en la L.H.C.

## Plantel actual
Plantel masculino 2017/18
| Nacionalidad         | Jugador        | Posición          |
| -------------------- | -------------- | ----------------- |
| Bandera de Argentina | C. Gómez       | Arquero           |
| Bandera de Argentina | G. Echegoyen   | Lateral izquierdo |
| Bandera de Argentina | L. Ugolini     | Lateral derecho   |
| Bandera de Argentina | M. De La Torre | Central           |
| Bandera de Argentina | N. Gratti      | Pivote            |
| Bandera de Argentina | F. Palacios    | Extremo derecho   |
| Bandera de Argentina | E. Pujol       | Extremo izquierdo |

| Leyenda |
| ------- |

## Palmarés
Campeonatos ganados por la rama femenina y masculina.
Masculino
- Campeón Torneo Metropolitano 1978 y 1979.[1]

Femenino
- Campeón Torneo Clausura 2001.
- Campeón Torneo Metropolitano Apertura 2002.

- Campeón Nacional (Argentino de Clubes) Neuquén 2002.

- Campeón Torneo Metropolitano Clausura 2005.

- Campeón Nacional (Argentino de Clubes) Buenos Aires 2008.

- Campeón Nacional (Argentino de Clubes) Córdoba 2010.

- Campeón Torneo Internacional Medellín-Colombia 2010.

- Campeón Nacional (Argentino de Clubes) Mendoza 2011.